# Sœurs de Saint François d'Assise
Ne doit pas être confondu avec Sœurs de saint François d'Assise de Lyon ou Petites Sœurs de saint François d'Assise.
Les sœurs de saint François d'Assise sont une congrégation religieuse féminine enseignante et hospitalière de droit pontifical née de la fusion de sept instituts.

## Histoire

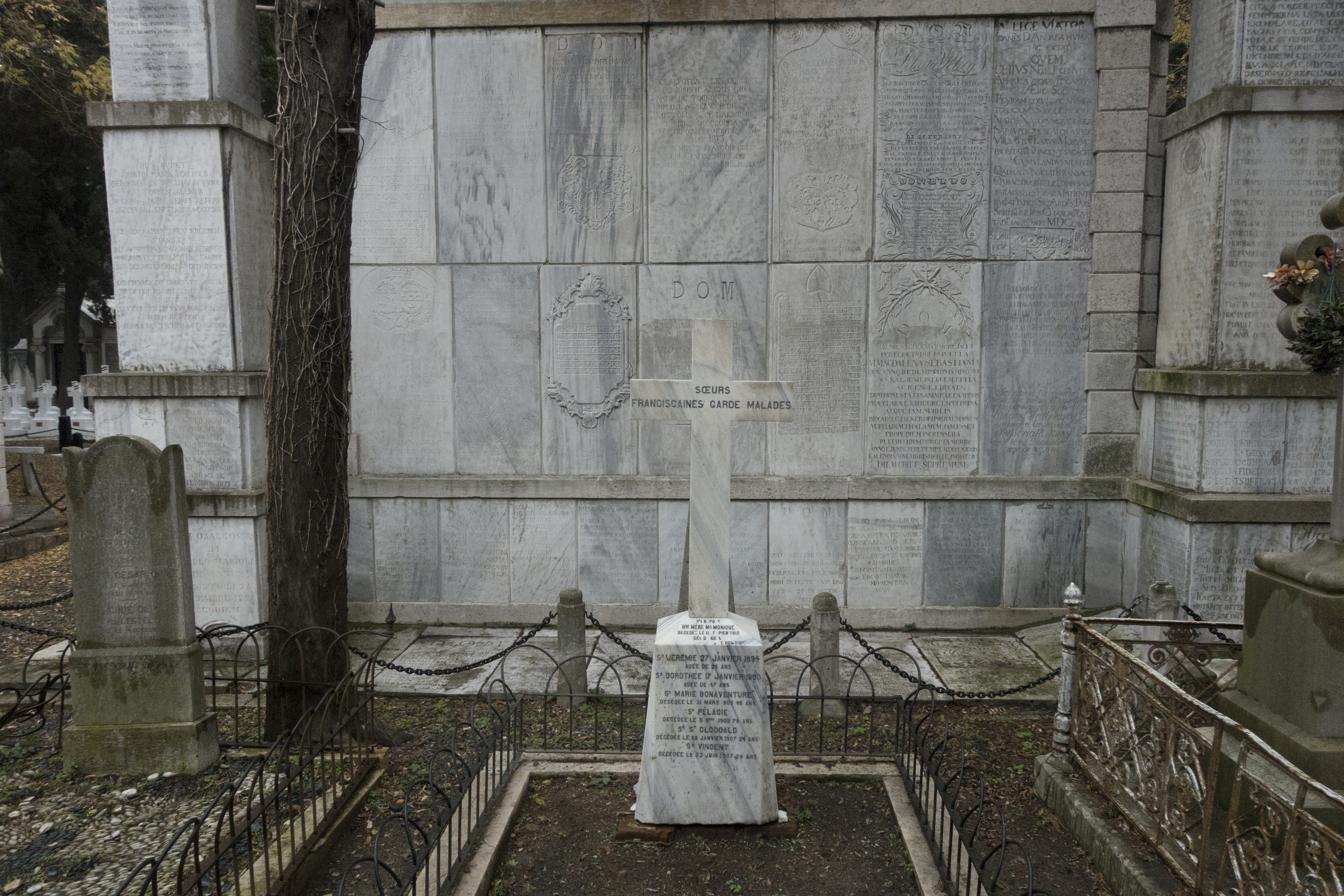
Sépulture des Soeurs franciscaines garde-malades à Istanbul.

La congrégation est née le 8 décembre 2004 de l'union de sept congrégations franciscaines : Les Franciscaines de la Miséricorde de Reinacker, de Notre-Dame de Pitié de Perrou, de Notre Dame de Pitié de Deauville, de Seillon, Sœurs de saint François d’Assise de Saint-Philbert-de-Grand-Lieu, Petites Sœurs de Jésus Franciscaines de Saint-Sorlin et Sœurs de saint François d’Assise de Montpellier. Cette dernière étant elle-même une congrégation issue d'une union de neuf instituts en 1973. Plusieurs de ces instituts avaient aussi absorbé une ou plusieurs congrégations par le passé. En 2021, les Petites Sœurs Franciscaines de Thal fusionnent avec elles,.
- • Les Franciscaines de la Miséricorde de Reinacker (Bas-Rhin). Le 14 mai 1827, l’abbé François-Joseph Fritsch (1794-1839), curé de Jetterswiller rachète le sanctuaire marial de Reinacker, lieu de pèlerinage depuis le Xe siècle pour y fonder une communauté religieuse destinée à l’éducation des enfants en milieu rural. En 1839, les sœurs font évoluer le but de la congrégation aux œuvres de miséricorde et au soin des malades. Elles adoptent la règle du Tiers-Ordre Régulier de Saint François en 1853 et sont affiliées à l'ordre des Frères mineurs en 1906[4].

- • Les Sœurs de saint François d’Assise fondée à Saint-Philbert-de-Grand-Lieu (Loire-Atlantique) en 1842 par Jeanne Bernard (1804-1844) en religion Mère Marie-Thérèse pour se vouer au soin des malades, aux orphelins et à l'enseignement. La congrégation est autorisée par la gouvernement le 11 juin 1858 et par l'évêque de Nantes le 2 septembre 1870. L'institut est rattaché aux franciscains conventuels[5].

- • Les Petites sœurs de Jésus franciscaines de Saint-Sorlin (Rhône). Congrégation pontificale fondée en 1847 à Vindry par Louise Perret pour prendre soin des orphelines. Les sœurs font leur première prise d'habit le 10 décembre 1856 à Lyon puis de nouveau trois jours plus tard dans la chapelle des Sœurs de Marie-Thérèse, montée du Chemin-Neuf où Louise Perret prend le nom de sœur Marie-François d'Assise. Les sœurs déménagent à Saint-Sorlin (Rhône) en 1859. L'institut reçoit l'approbation pontificale en 1866[6].

- • Les Franciscaines de Seillon à Péronnas (Ain). En 1859, le Père Jean-Marie Griffon (1815-1890) fonde dans l'ancienne chartreuse de Seillon à Péronnas, un orphelinat pour garçons. Il fait appel aux Petites sœurs de Jésus franciscaines pour gérer l'établissement. En 1867, il décide de garder les enfants après l'âge scolaire pour les former à l'agriculture. Ce but bien spécifique n'étant pas celui des Petites sœurs de Jésus, elles quittent l'orphelinat et rejoignent la maison-mère à Saint-Sorlin. Quelques-unes, gagnées à la nouvelle œuvre, restent à Seillon. En 1867, elle deviennent une congrégation autonome sous le nom de franciscaines servantes de Jésus[6]. Les sœurs de Seillon gèrent aussi un orphelinat à Ordan-Larroque[7].
  - Les Franciscaines de Méplier au Blanzy (Saône-et-Loire) fondées en 1860 par l'abbé Béraud pour accueillir les orphelins. La congrégation est approuvée le 22 mars 1866 par Frédéric de Marguerye, évêque d'Autun. Elles fusionnent avec les franciscaines de Seillon en 1947[8].

- • Les Franciscaines de Notre-Dame de Pitié de Perrou (Orne) fondées en 1868 par l'abbé Barnabé Lemoine (1819-1896), curé du Perrou et Anne-Claire-Barbe de Lhome (1817-1898) en religion mère Élisabeth du Sacré-Cœur. L'institut voué aux soins des malades prend son nom du sanctuaire de Notre Dame de Piété du Perrou, lieu de pèlerinage[9]. Elles sont surnommées franciscaines des récollets en souvenir des frères mineurs récollets ayant occupé avant elles le couvent de Perrou. La congrégation est approuvée par Charles-Frédéric Rousselet, évêque de Séez le 18 février 1868 et reconnue par Napoléon III par décret du 22 décembre 1869[10]. En 1942, Fernand Jouvencel (1904-1957), mécanicien-garagiste à Perrou et son épouse Madeleine sauvent des enfants juifs d'origine polonaise dont plusieurs sont accueillis par les sœurs franciscaines dirigées par mère saint-Léon[11].

- • Les Franciscaines de Notre Dame de Pitié de Deauville (Calvados). En 1877, les franciscaines du Perrou ouvrent une maison à Deauville, l'institut devient une congrégation diocésaine indépendante par la volonté de l'évêque de Bayeux mais resta toujours uni de cœur à la maison d'origine. Les religieuses géraient un orphelinat fondé spécialement, mais non exclusivement, pour les orphelines de la marine[5].

- • Les Sœurs de Saint François d’Assise de Montpellier (Hérault). Née d'une fusion de neuf instituts en 1973. Les congrégations étaient[12]:

- - Les Pauvres sœurs de saint François d'Assise fondées le 21 novembre 1840 à Avignon (Vaucluse) par l'abbé Roland (1775-1853) pour avoir des sœurs garde-malades à domicile. En 1843, le fondateur s'adresse aux Petites sœurs de saint François du Puy pour obtenir deux sœurs formées à la vie religieuse. C'est ainsi que Mère Stanislas (1812-1880) devient supérieure et fondatrice.  Elles sont autorisées par décret impérial en 1853. L'année suivante, Jean Marie Debelay, archevêque d'Avignon, leur donne officiellement la règle de Saint François et approuve leurs constitutions[13]. Elles sont surnommées sœurs garde-malades ou sœurs de la corde pour le cordon franciscain qu'elles portent en guise de ceinture. Cette congrégation avait huit maisons principalement dans le Vaucluse et dans les Bouches-du-Rhône[14].
  - Les Franciscaines de Notre Dame du Temple fondées le 25 mars 1858 aux Salles-Lavauguyon (Haute-Vienne) par le père Pierre-Auguste Rougier (1818-1895), membre du Tiers-Ordre franciscain avec l'aide de sa sœur Louise Rougier (1827-1865) en religion Marie-Claire d'Assise dans le but de prendre soin des prêtres âgés. Elles s'occupent de la confection de paramentique et pratiquent l'adoration eucharistique en journée. La communauté déménage au Dorat le 16 novembre 1860[15]. Bernardin de Portogruaro (it), ministre général des franciscains, adresse ses encouragements au fondateur en 1873 ; l'année suivante, la congrégation est agrégée aux franciscains[16]et reçoit l'approbation verbale de Pie IX le 16 avril 1874. Alfred Duquesnay, évêque de Limoges, approuve les constitutions le 12 août 1879 ; ces dernières sont définitivement approuvées le 16 juin 1936 par Pie XI[16]. Le 3 novembre 1958, les sœurs s'installent dans l’ancien petit séminaire d'Ambazac qui devient maison-mère de l'institut[17].
  - Les Sœurs de Saint François d'Assise de Rodez (Aveyron) fondées à Mur-de-Barrez en 1862 par l'abbé Victorin Jalbert (1823-1900) et Marie-Jeanne Vares (1828-1900) en religion mère saint François d'Assise pour le soin des malades à domicile. La maison-mère et le noviciat sont transférés à Rodez en 1872. L'institut est approuvé par le cardinal Bourret[18]. Leurs constitutions sont inspirées de celles des pauvres sœurs de saint François d'Assise d'Avignon[5].
  - Les Franciscaines de Marie Immaculée fondée à Yssingeaux (Haute-Loire) en 1864 sous le nom de Franciscaines de la Régulière Observance par le Père Léon de Clary (1830-1888) et Cécile Vinet (1821-1891) en religion Mère Rose de l'Immaculée Conception. Le but de la congrégation est l'enseignement des jeunes filles dans les pensionnats, les orphelinats et les ouvroirs ainsi que le soin des malades, la prière pour les âmes du purgatoire et l'adoration du saint-Sacrement. La congrégation des Réguliers accorde le décret de louange le 17 mars 1869[19]. En 1904, les sœurs prennent le nom de Franciscaines de Marie Immaculée et déménagent leur maison-mère dans une de leurs maisons fondée en 1875 à Bordeaux (Gironde). En 1928 et 1930, deux congrégations fusionnèrent avec les franciscaines de Marie-Immaculée : les Augustines de Notre-Dame de Béziers et les sœurs de Notre-Dame du Refuge de Montpellier[20].
    - Augustines de Notre-Dame de Béziers
    - Sœurs de Notre-Dame du Refuge de Montpellier

  - Les Franciscaines de la petite famille du Sacré-Cœur de Jésus d'Alès (Gard). Congrégation de droit diocésain fondée le 3 juin 1864 à Alès par l'abbé Brunel et Laurence Rivière (1827-1904) en religion mère François du Sacré-Cœur pour le soin des malades et les orphelins. Elle reste sous le patronage de saint François de Sales jusqu'en 1871 où elle est affiliée à l'ordre franciscain par Plantier, évêque de Nîmes[5],[21].
  - Les Franciscaines de Notre-Dame de la Mission à Bussières (Puy-de-Dôme). Congrégation diocésaine fondée à Bussières en 1876 par Simon Valadier (1842-1881) franciscain observant et Flore-Emma Vaillant, en religion Marie du Sacré-Cœur. Le but de la congrégation est la confection d'hosties et d'ornements d'autel dont les bénéfices servent à financer les missions populaires des paroisses pauvres[22]. Les sœurs pratiquent aussi l'adoration eucharistique en journée[5].
  - Les Franciscaines de Notre Dame du Calvaire (Aveyron) fondées à Grèzes (commune de Laissac-Sévérac-l'Église) en 1878 par Césarine Galtier (1838-1915) en religion mère sainte Croix et son frère le père Honoré Galtier (1846-1906) pour accueillir les orphelins et les former à l'agriculture. Les constitutions  sont approuvées par Bourret, évêque de Rodez. L'institut fut affilié aux frères mineurs capucins en 1919[5],[23].
  - Les Franciscaines de Notre-Dame de Pitié de Montpezat (Lot-et-Garonne) fondées en 1909 par l’Abbé Delagnes (1857-1943), curé de Montpezat, avec l'aide de sa cousine Noélie Cazeneuve (1862-1928) en religion Marie de saint Michel pour l’accueil de fillettes handicapées mentales. En 1921, la congrégation est reconnue de droit diocésain et agrégée à l’ordre franciscain[24].
  - Les Sœurs de Saint-François de Montfaucon-en-Velay (Haute-Loire). Congrégation diocésaine fondée en 1860 par Jenny de Bronac (1807-1873) en religion mère saint François pour le soin des malades à domicile et des orphelins. En 1952, les petites sœurs de saint François du Puy fusionnent avec elles.
    - Les Petites sœurs de saint François du Puy (Haute-Loire). Congrégation diocésaine établie au Puy en 1676 et à Allègre en 1681, les religieuses étaient connues sous le nom de cordelières ou franciscaines du Puy. Lors de la terreur, le couvent et les archives sont brûlés et les sœurs sont dispersées ; c'est seulement après la révolution française, le 25 août 1809 que quatre ou cinq sœurs se réunissent pour rétablir la communauté dont le but était le soin des malades et l'enseignement de la jeunesse. En 1841, de Bonald approuve les constitutions de la congrégation. En 1952, elles fusionnent avec les sœurs de Saint-François de Montfaucon-en-Velay[25].

- • Les Petites Sœurs Franciscaines de Thal (Bas-Rhin) fondées en 1828 par Theresia Hopner et Rosina Morgenthaler, sur le conseil de l’abbé Bruno François Léopold Liebermann, vicaire général de Strasbourg. La communauté est reconnue en 1853 comme congrégation diocésaine par André Raess, évêque de Strasbourg[26],[27]. Elles fusionnent en 2021 avec les Sœurs de Saint François d'Assise.

## Activités et diffusion
Les sœurs se consacrent à la jeunesse par des jardins d’enfants, aux orphelins, accueil pour enfants des rues, insertion et formation des jeunes et foyers de jeunes filles ; au soin et soutien des malades (aide aux mamans porteuses du sida à faire vivre leurs familles), dans les dispensaires, des centres d'accueil ou par des visites. Les sœurs de Reinacker ou de Dalwak (Togo) proposent aussi des pauses spirituelles.
Elles sont présentes en:
- Europe : France, Italie, Espagne.
- Afrique : Burkina-Faso, République centrafricaine, Côte d’Ivoire, République démocratique du Congo, Maroc, Togo.

La maison-mère est à Montpellier.
En 2017, la congrégation comptait 448 sœurs dans 62 maisons.